# Xǔ
Xǔ 许 (spreekt uit als [Ssjuu]) is een Chinese achternaam die zijn oorsprong vindt in de Chinese provincie Henan en gebied Xuchang 河南许昌. Deze achternaam staat op de twintigste plaats van de Baijiaxing. Volgens een mythe zijn de mensen met de achternaam Xu nakomelingen van vazal Jiang van de Staat Xu. Op de huidige volgorde van grote achternaam staat Xǔ nu op de zesentwintigste plaats.
- Vietnamees: Hứa
- Koreaans: Heo (허)

## Bekende personen met de naam Xǔ of Hui 许
- Sam Hui
- Ricky Hui
- Michael Hui
- Benz Hui Shiu-Hung
- Andy Hui
- Xu Dishan
- Rafael Hui
- Feng-hsiung Hsu